# Shandra Woworuntu
Shandra Woworuntu és una analista de finances i activista contra el tràfic humà que fou víctima de tràfic humà. Ella és d'Indonèsia, des d'on va anar als Estats Units d'Amèrica el 1998 esperant una feina en l'hostaleria però va ser forçada a treballar com a prostituta. Els traficants que la utilitzaren eren dels Estats Units d'Amèrica, Taiwan, Xina, Malàsia i Indonèsia. Va escapar dos vegades del bordell, parlà amb la policia per a denunciar-ho i aquestos no la van creure.
Fou ajudada per la fundació Freedom For All.
És la fundadora del Mentari Human Trafficking Survivor Empowerment Program – una organització que té l'objectiu d'ajudar a les víctimes de tràfic humà.